# Nadwojcy
Nadwojcy (ros. Надвоицы, krl. Vojačču) – osiedle typu miejskiego w północno-zachodniej Rosji, w Republice Karelii, w rejonie siegieżskim.
Nadwojcy zamieszkuje 10 774 mieszkańców (1 stycznia 2005 r.), głównie Rosjan.
W osiedlu znajduje się przemysł metalurgiczny (aluminiowy i żelazny), a także celulozowo-papierniczy i drobny przemysł spożywczy, produkujący na lokalny rynek. W Nadwojcach mieści się także kombinat produkujący wyroby żelbetowe oraz stacja kolejowa Nadwojcy, położona na linii Wołchow - Murmańsk.